# Biografielijst Km

## Kme
- Willy Kment (1914-2002), Oostenrijks voetballer en voetbaltrainer

## Kmo
- František Kmoch (1848-1912), Tsjechisch componist en dirigent